# Commission nationale pour la promotion du bilinguisme et du multiculturalisme
 (décembre 2022).
La Commission nationale pour la promotion du bilinguisme et du multiculturalisme (CNPBM, en anglais : National Commission for the Promotion of Bilingualism and Multiculturalism, NCPBM) est un organisme consultatif créé le 23 janvier 2017 chargé de la promotion du bilinguisme et du multiculturalisme au Cameroun en vue du maintien de la paix, de la consolidation de l'unité du pays et du renforcement de la volonté de ses habitants et de leur expérience quotidienne de la vie en commun. 

## Contexte
Depuis octobre 2016, des manifestations d'avocats, d'enseignants et d'étudiants ont eu lieu dans les deux régions anglophones du Cameroun, le Nord-Ouest et le Sud-Ouest, après la nomination de juges et d'enseignants francophones et l'utilisation du français dans les écoles et les salles d'audience de ces régions. 

## Création
La Commission a été créée par le décret présidentiel n° : 2017/013 du 23 janvier 2017 en tant qu'organe consultatif doté de la personnalité juridique et de l'autonomie financière. Le NCPBM est placé sous l'autorité du Président de la république du Cameroun.

## Missions
Ses principales missions sont les suivantes :
- Soumettre au Président de la République des rapports et des recommandations sur les questions relatives à la protection du bilinguisme et du multiculturalisme ;
- Surveiller la bonne mise en œuvre de l'article 1 alinéa (3) de la constitution sur l'égalité de statut du français et de l'anglais comme deux langues officielles ;
- Réaliser des études et des enquêtes proposant des mesures susceptibles de renforcer le caractère bilingue et multiculturel du Cameroun ;
- Préparer et soumettre des projets d'instruments sur le bilinguisme, le multiculturalisme et le vivre-ensemble ;
- Recevoir les pétitions contre les discriminations découlant du non-respect des dispositions constitutionnelles sur le bilinguisme et le multiculturalisme et en faire rapport au Président de la République ;
- Exécuter toute autre tâche qui lui est confiée par le Président de la République, y compris la médiation.

## Organisation
La commission est composée de 15 membres dont un Président et un Vice-Président. (Choisis parmi des personnalités de nationalité camerounaise dont la compétence, la rectitude morale, l'honnêteté intellectuelle et le patriotisme sont reconnus).

## Président
- Peter Mafany Musonge (depuis 2017)